# 포르히텐슈타인성

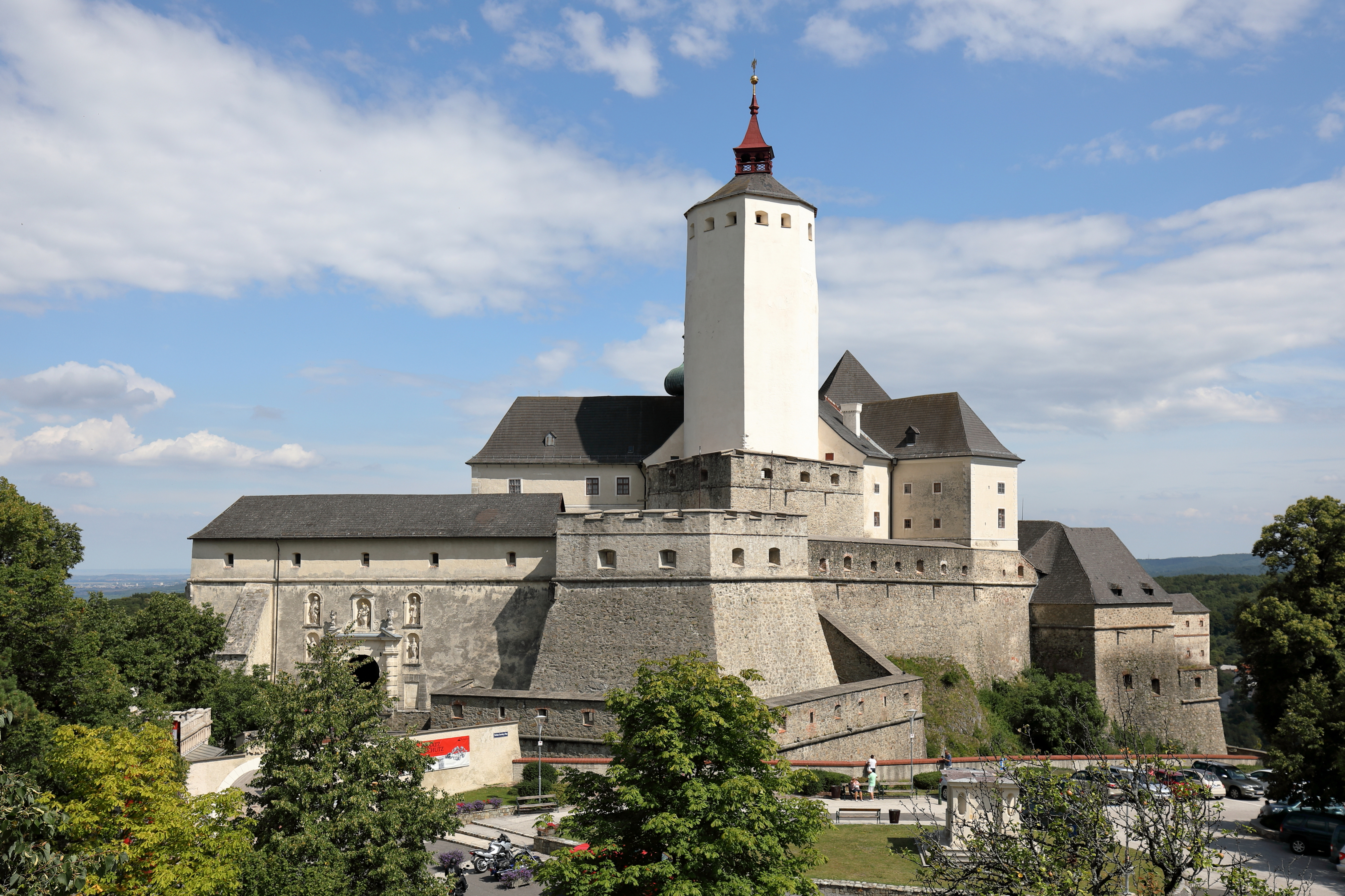
포르히텐슈타인성

포르히텐슈타인성(독일어: Burg Forchtenstein)은 오스트리아 부르겐란트주 포르히텐슈타인에 있는 중세 후기에 지어진 성이다. 포르히텐슈타인성은 해발 511 미터 (1,677 ft)에 있다.